# The Brian Setzer Orchestra
A 'Brian Setzer Orchestra (às vezes conhecida por suas iniciais BSO) é uma banda de swing e jump blues formada em 1990 pelo vocalista do Stray Cats, Brian Setzer. O grupo fez uma versão cover de "Jump Jive an Wail", de Louis Prima, que apareceu no álbum "The Wildest !" (1957) da Prima. O single seguninte da BSO foi "Gettin 'in the Mood".

## História
Setzer cresceu em Long Island, Nova York. Em sua juventude, ele tocou eufônio e outros instrumentos de metal em bandas de jazz da escola. Na década de 1970, ele encontrou maneiras de ouvir jazz e big band no Village Vanguard, mas também foi atraído pelo blues, rock, punk rock e rockabilly. Ele admirava o jump blues de Louis Prima e Big Joe Turner, mas também o rock and roll de Elvis Presley, Eddie Cochran, Gene Vincent e Carl Perkins.
No início dos anos 80, ele liderou o trio de rockabilly Stray Cats e encontrou sucesso popular e comercial. Depois que a banda se separou, Setzer trabalhou como side man e em uma carreira solo. Em 1994, ele lançou o álbum de estréia da Brian Setzer Orchestra, que combinou seu estilo rockabilly com swing, big band e jump blues. A orquestra teve um sucesso na parada de singles da Billboard, com sua versão cover de "Jump, Jive an Wail" de Louis Prima.

## Discografia
- The Brian Setzer Orchestra (1994)
- Guitar Slinger (1996)
- The Dirty Boogie (1998)
- Vavoom! (2000)
- Boogie Woogie Christmas (2002)
- Jump, Jive an' Wail - The Very Best of the Brian Setzer Orchestra (2003)
- The Ultimate Collection Live (2004)
- Dig That Crazy Christmas (2005)
- Wolfgang's Big Night Out (2007)
- The Ultimate Christmas Collection (2008)

## DVDs ao Vivo
- Brian Setzer Orchestra live In Japan (2001)
- Brian Setzer Orchestra Live: Christmas Extravaganza (2005)
- One Rockin' Night (2007) - Gravado em Montreal, 1995

## Com Outros Artistas
- 1997 - Merry Axemas: A Guitar Christmas (vários artistas) - canção Jingle Bells